# 锡金梣
锡金梣（学名：Fraxinus sikkimensis）为木犀科梣属下的一个种。

## 扩展阅读
- 維基物種上的相關：锡金梣